# Eublemma parallela
Eublemma parallela là một loài bướm đêm trong họ Erebidae.